# Leibniz-Zentrum für Agrarlandschaftsforschung

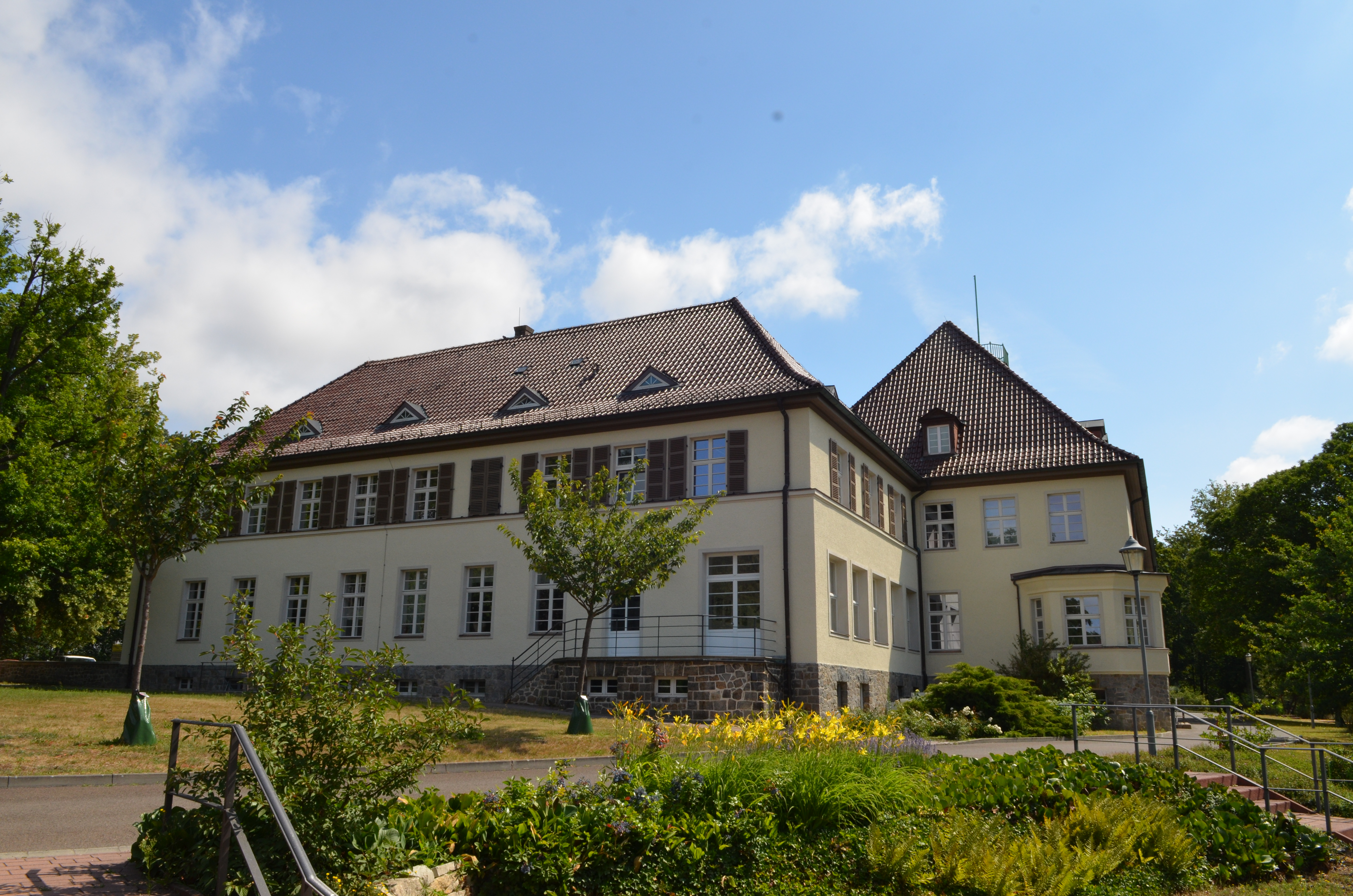
Leibniz-Zentrum für Agrarlandschaftsforschung (ZALF) e. V., historisches Hauptgebäude nach der Renovierung im Jahr 2019

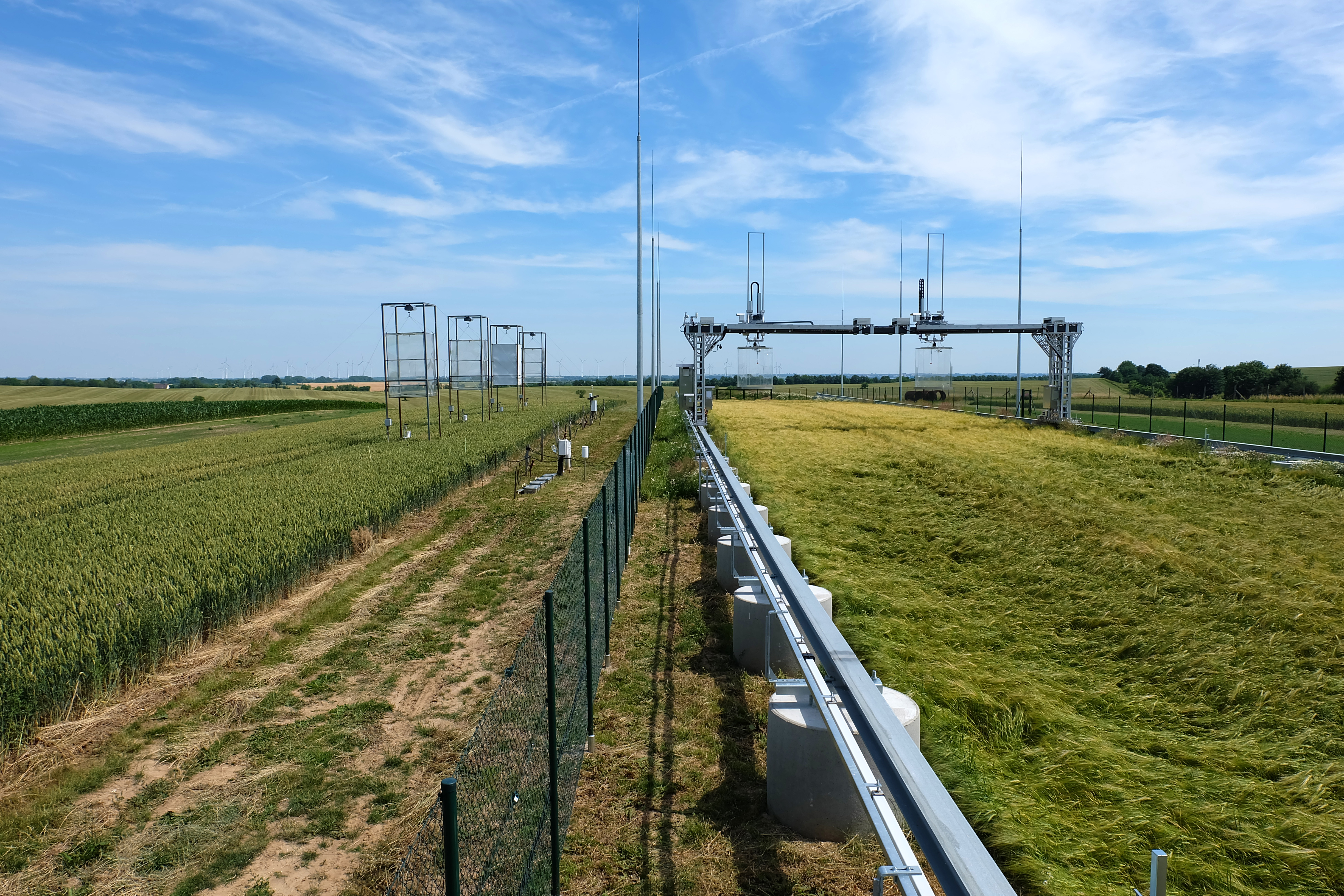
ZALF-Versuchswesen bei Dedelow mit Gasmesshauben und Portalkran

Das Leibniz-Zentrum für Agrarlandschaftsforschung (ZALF) e. V. in Müncheberg ist eine Forschungseinrichtung der Leibniz-Gemeinschaft. Die Arbeiten des ZALF dienen der Erklärung von Wirkungszusammenhängen in Agrarlandschaften, um der Gesellschaft die Wissensgrundlagen für eine nachhaltige Nutzung bereitzustellen.

## Forschung
Der satzungsgemäße Auftrag des ZALF besteht in der wissenschaftlichen Erforschung von Ökosystemen in Agrarlandschaften und der Entwicklung ökologisch und ökonomisch tragfähiger Landnutzungssysteme. Für das ZALF arbeiten etwa 418 Mitarbeiter (Stand: Juli 2022) in drei Programmbereichen, einer Forschungsplattform und einer Experimentellen Infrastrukturplattform mit ca. 150 ha Gesamtversuchsfläche an den Standorten Müncheberg, Dedelow und Paulinenaue.
Mit seiner interdisziplinären Forschung dient das ZALF laut Satzung dem Gemeinwohl durch die Kombination von anwendungsorientierter Grundlagenforschung und der Vermittlung von wissenschaftlichen Erkenntnissen an relevante Bevölkerungs-, Fach- und Wirtschaftskreise. Das ZALF forscht für eine ökonomisch, ökologisch und sozial nachhaltige Landwirtschaft der Zukunft.
Die Forschungsarbeiten des ZALF werden in drei interdisziplinären Programmbereichen bearbeitet:
- Programmbereich 1 „Landschaftsprozesse“: Wie funktionieren Agrarlandschaften?
- Programmbereich 2 „Landnutzung und Governance“: Wie können wir intensiv genutzte Agrarlandschaften nachhaltig entwickeln und gestalten?
- Programmbereich 3 „Agrarlandschaftssysteme“: Wie sehen Agrarlandschaften der Zukunft aus?

Die thematische Arbeit der einzelnen Programmbereiche wird durch die Forschungsplattform „Datenanalyse & Simulation“ unterstützt und miteinander verbunden. Die zahlreichen feld- und landschaftsbezogenen ZALF-Forschungsinfrastrukturen sind in der „Experimentellen Infrastrukturplattform“ (EIP) gebündelt.
Das zeitweise angegliederte Deutsche Entomologische Institut (DEI) gehört seit 2009 zum Forschungsverbund des Forschungsinstituts Senckenberg.

## Geschichte
Am 29. September 1928 übergab der Präsident der Kaiser-Wilhelm-Gesellschaft zur Förderung der Wissenschaften, Adolf von Harnack das neu errichtete Kaiser-Wilhelm-Institut für Züchtungsforschung in Müncheberg, östlich von Berlin, seinem ersten Direktor, dem Arzt, Botaniker und Genetiker Erwin Baur. Den Standort hatte Baur ausgewählt, weil er davon überzeugt war, dass der schlechteste Boden – steinig und sandig – sowie das ungünstigste Klima – kalt und niederschlagsarm – erforderlich seien, um mit Erfolg gegen Krankheiten und Schädlinge besonders widerstandsfähige und besonders anspruchslose Varietäten von Nutzpflanzen heranzuziehen. Nachdem seine bereits 1917 gemeinsam mit dem Pflanzenzüchter Ferdinand von Lochow vorgetragene Anregung für ein Institut für Pflanzenzüchtung von der Kaiser-Wilhelm-Gesellschaft nicht aufgegriffen worden war, hatte Baur 1920 privat das 175 Hektar große Gut Brigittenhof bei Müncheberg erworben und gemeinsam mit Studenten während der vorlesungsfreien Zeiten Experimente zur Züchtungsforschung durchgeführt. Diese Studien bewirkten schließlich, dass die Kaiser-Wilhelm-Gesellschaft im Juni 1926 der Gründung eines neuen Instituts zustimmte: jedoch mit der Einschränkung, dass die Kaiser-Wilhelm-Gesellschaft keine Gelder bereitstellen werde. Zur Finanzierung von Institutsgebäuden und Betriebskosten trugen daher in den Anfangsjahren vor allem Großbanken, die Düngemittelindustrie, die Deutsche Landwirtschaftsgesellschaft, die Landwirtschaftskammer für die Mark Brandenburg sowie Eigeneinnahmen des Instituts bei. Bereits wenige Monate nach Gründung, ab Ende 1929, flossen die Zuwendungen der Sponsoren wegen der Weltwirtschaftskrise allerdings immer spärlicher.
Im Herbst 1927 hatte die Kaiser-Wilhelm-Gesellschaft, angrenzend an Gut Brigittenhof, ein 153 Hektar großes Gelände des Stadtguts Müncheberg erworben und ab 1929 auch den Brigittenhof für das Institut gepachtet. Geforscht wurde u. a. an Getreide, Kartoffeln, Weinreben, Obstbäumen und Waldbäumen. Ein erster Erfolg für das Institut war bereits 1929 die Selektion einer bitterstoffarmen, so genannten Süßlupine. Ab 1934 bekam das Institut einen eigenen Etat und sollte zur Autarkie der deutschen Agrarproduktion im Hinblick auf den geplanten Krieg beitragen.
Nach dem Zweiten Weltkrieg wurde die Einrichtung in die Zentralforschungsanstalt für Acker- und Pflanzenbau und ab 1970 in das Forschungszentrum für Bodenfruchtbarkeit der Akademie der Landwirtschaftswissenschaften der DDR überführt.
Nach der Wiedervereinigung Deutschlands wurde das ZALF im Jahr 1992 in der Rechtsform eines gemeinnützigen, eingetragenen Vereins neu gegründet als Zentrum für Agrarlandschafts- und Landnutzungsforschung e. V. Auf Empfehlung des Wissenschaftsrates wurde es in die Arbeitsgemeinschaft Blaue Liste (AG-BL) aufgenommen, aus der später die Leibniz-Gemeinschaft hervorging.
Aktuell wird das ZALF von seinen Vorstandsmitgliedern Frank A. Ewert (Wissenschaftlicher Direktor) und Martin Jank (Administrativer Direktor) geleitet. Die Grundfinanzierung bestreiten zu gleichen Teilen das brandenburgische Ministerium für Wissenschaft, Forschung und Kultur (MWFK) und das Bundesministerium für Ernährung und Landwirtschaft (BMEL).
Auf dem Gelände des ZALF in Müncheberg befindet sich auch eine Obstbauversuchsstation mit einer Sortensammlung von 1000 Sorten, die auf 4000 Einzelbäume verteilt sind. Diese Station unter der Leitung von Hilmar Schwärzel, ist seit 22. Juli 2019 als neue Abteilung an die Lehr- und Versuchsanstalt für Gartenbau und Arboristik e. V. (LVGA) in Großbeeren angegliedert.

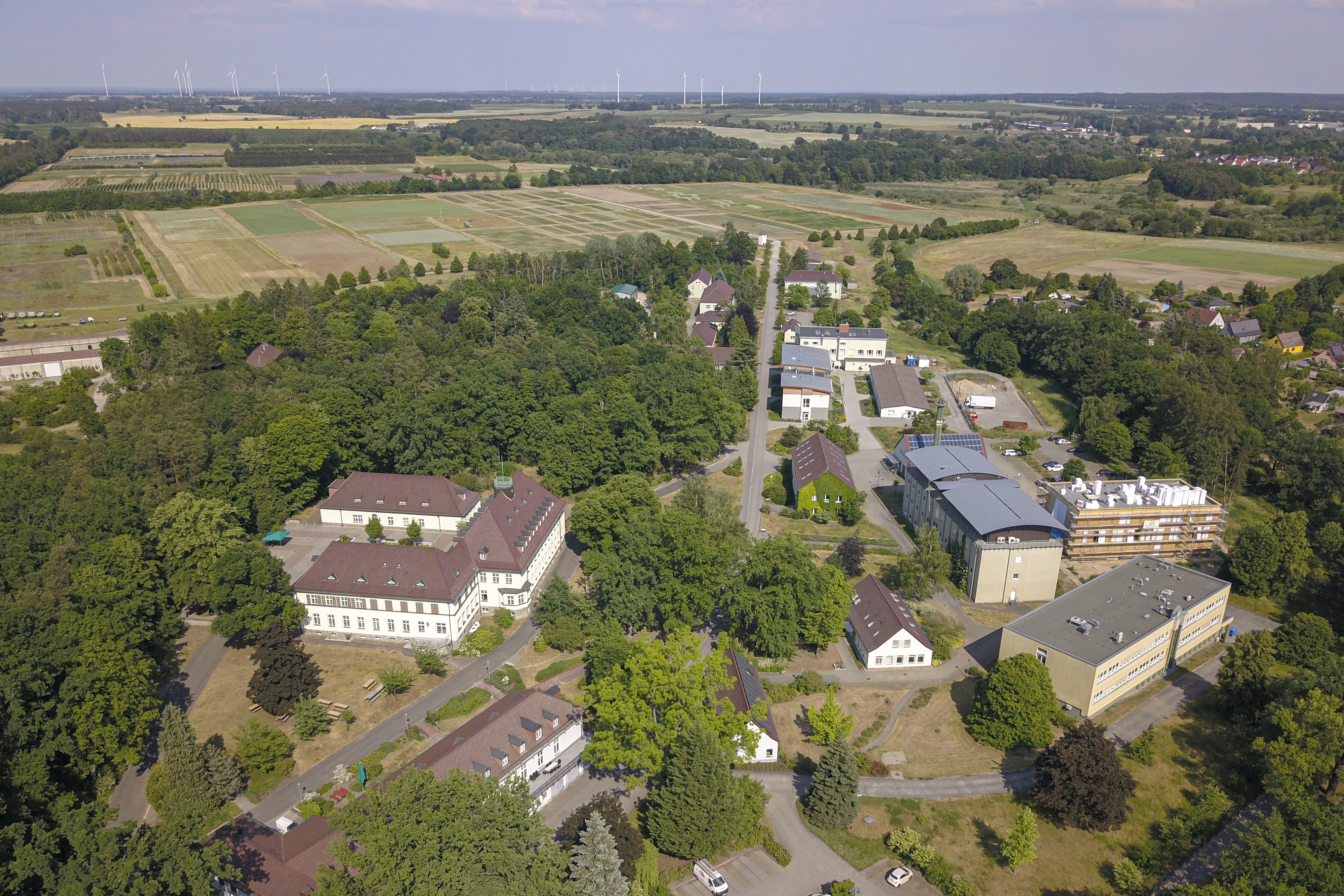
Das ZALF-Hauptgelände mit Versuchsflächen in Müncheberg bei Berlin

Am 2. Mai 1992 nahm die ZALF-Ausgründung Umwelt-Geräte-Technik GmbH (UGT) mit Sitz in Müncheberg ihre Tätigkeit auf. Die Unternehmensgründer Manfred Seyfarth und Bernd Fürst machten sich mit ihrem Team im wissenschaftlichen Gerätebau, u. a. mit der Fertigung von PE-HD-Lysimeter-Stationen, selbständig.

## Weblinks

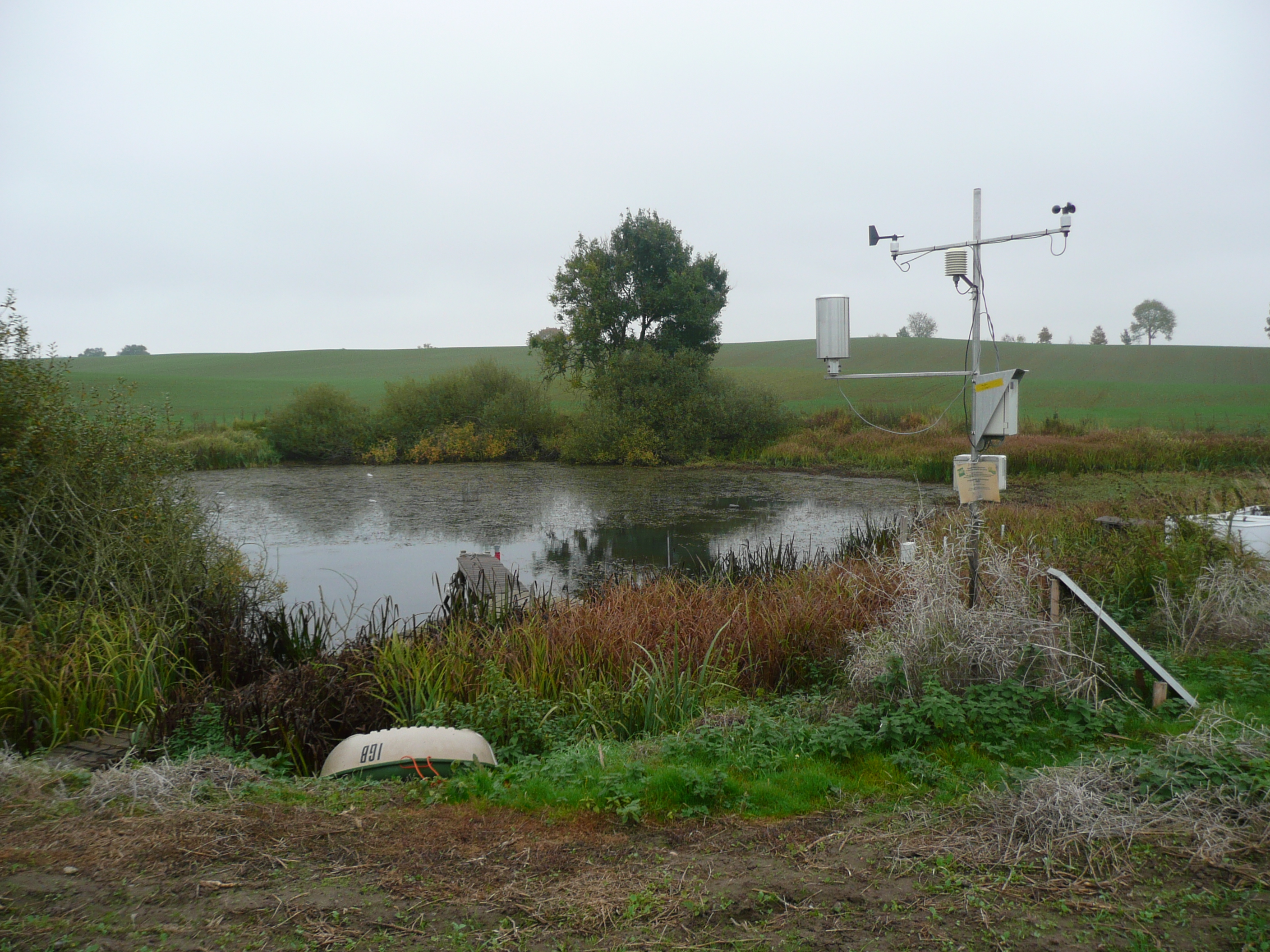
Instrumentiertes Soll (Kleingewässer) in norddeutscher Agrarlandschaft

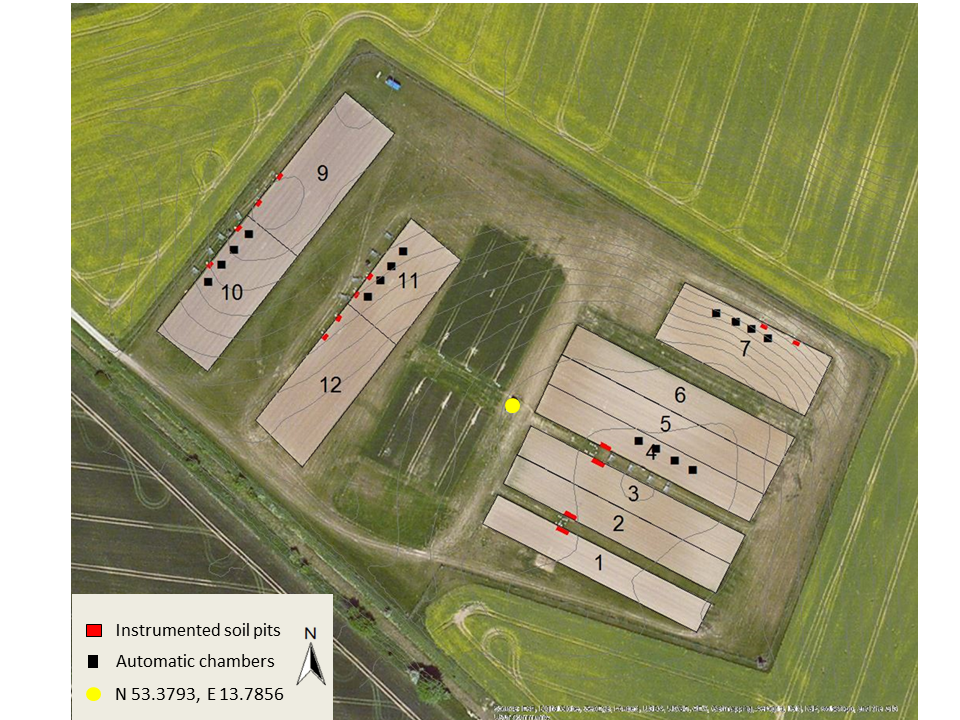
CarboZALF Experimentalfläche in der Nähe von Dedelow

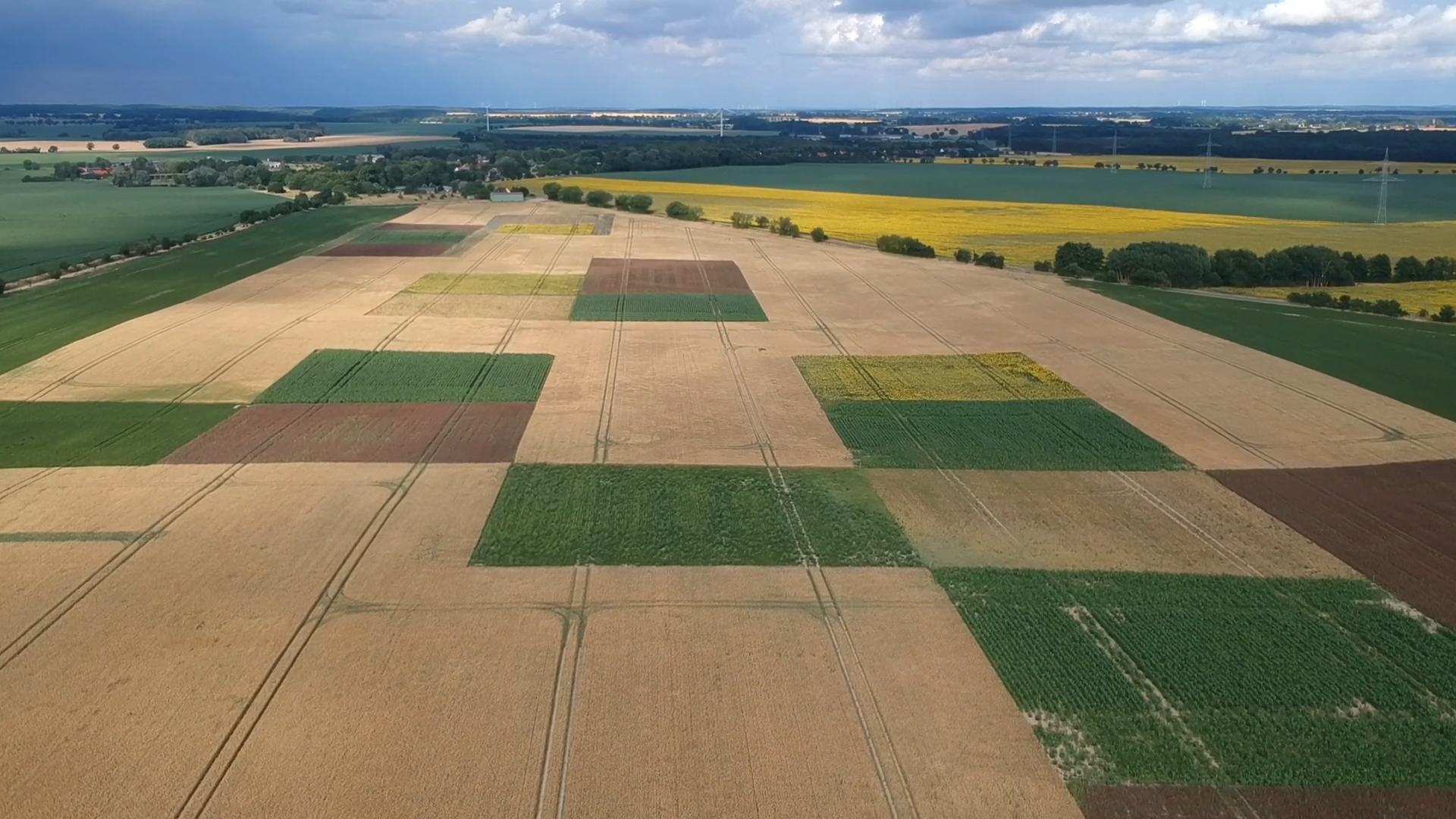
Das Landschaftslabor patchCROP des ZALF in Tempelberg, Brandenburg, ist ein experimenteller Ansatz für ein multifunktionales und nachhaltiges Anbausystem.

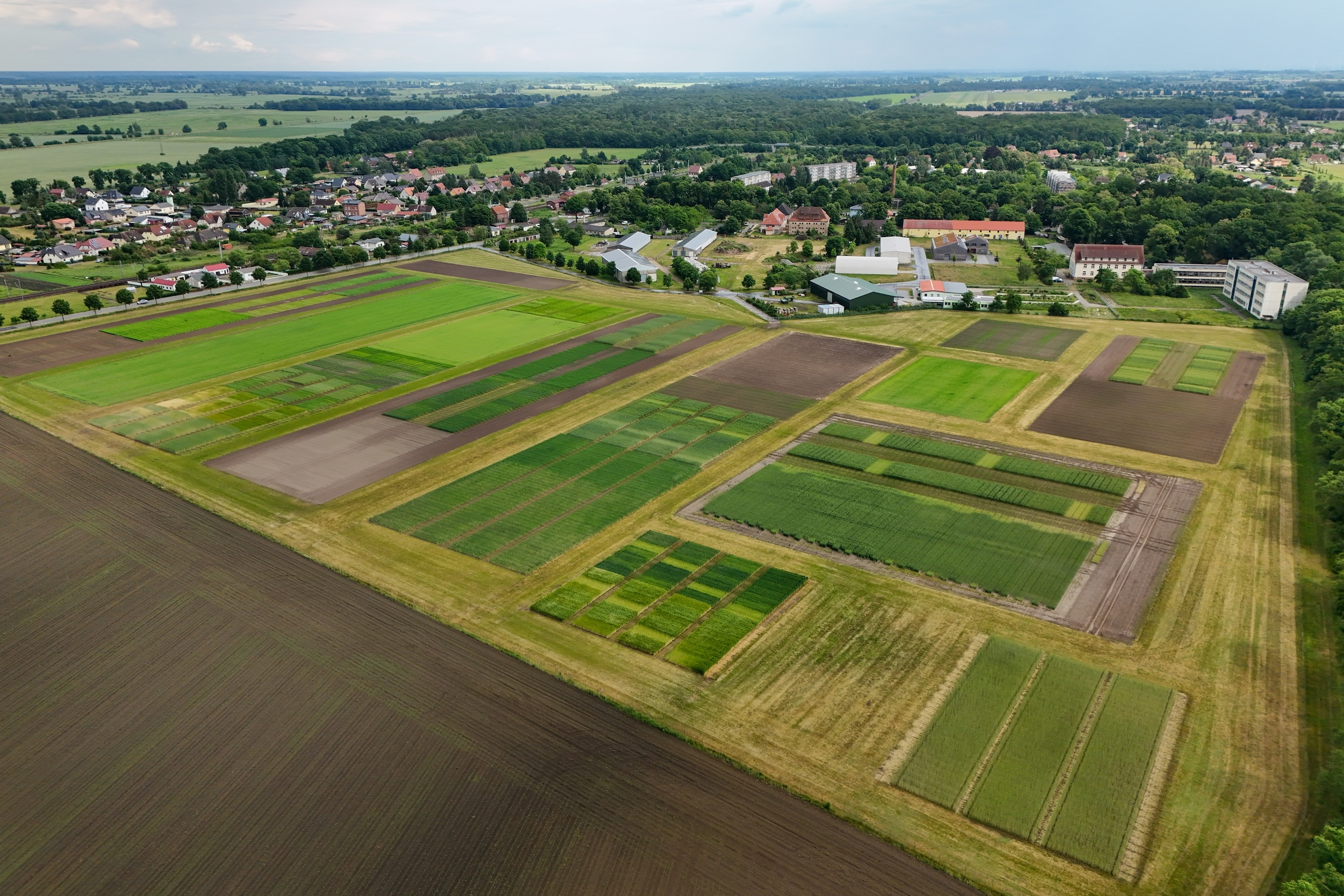
Versuchsflächen der ZALF-Forschungsstelle Paulinenaue, 2024